# 武田章
武田 章（たけだ あきら、1942年2月16日 - ）は、岡山県出身の元競艇選手。

## 来歴
岩口昭三と同期の12期生としてデビューし、厳しいイン戦が持ち味で、波に乗ると凄まじいピンラッシュで勝ち星を重ねた。
万谷章・石田栄章・古谷猛・原由樹夫と共に「一般戦の鬼」 であったが、黒明良光・大森健二と並ぶ重量級の強豪でもあり、宮島周年記念2勝（1968年, 1980年）に1982年の徳山29周年とGI3勝を記録。
1977年の第12回鳳凰賞競走（下関）で同僚の山本泰照が優勝した際、山本に「タイショウさん、皆の弁当代と酒代を出しない。警護して帰ってやるから」と言って、帰りのこだまの車内では3人掛けシートを向かい合わせにして山本を囲むように座った。
1997年には8月4日の若松一般戦「わっしょい百万夏まつり特選」では西村勝・深川真二に同期の岩口を抑えて逃げ切り、9月9日の平和島一般戦では荒井輝年・古谷に次ぐ3着で岡山勢上位独占、同23日の戸田一般戦では村上信二の2着で岡山勢ワンツーとなった。11月30日の多摩川「一般競走」では高橋勲を抑えて逃げ切り、原・村上と共に優出した12月31日の宮島一般戦「第24回日刊スポーツ栄光楯競走」では地元の辻栄蔵・田中伸二に次ぐ岡山勢最先着の3着に入った。
1998年には丸亀で行われたSG「第33回総理大臣杯競走」に出場して3月22日の1Rで勝利し、最終日のオープニングレースで平石和男・古谷を抑えてシリーズ初白星を挙げた。
9月30日の宮島「一般競走」では新井敏司・渡邉英児らを抜き、関忠志・山本浩次と共に優出した11月5日の芦屋一般戦「芦屋リーグ戦競走」では山本を差して岡山勢ワンツーの優勝となる。
1999年5月5日の丸亀一般戦「蓬莱杯争奪ゴールデンウイーク大賞」では他地区唯一の優出を決め、重成一人・木村光宏を抑えて安岐真人の2着に入った。
2000年4月25日の常滑一般戦で三角哲男らを抑えて逃げ切ったのが最後の優勝となり、2003年9月26日のびわこ一般戦「第17回オールニッポン選抜戦競走」が最後の優出となった。
2004年4月21日の常滑一般戦「第18回 半田大賞」2日目8R（1号艇1コース進入）で最後の勝利を挙げ、5月1日の福岡一般戦「どんたく特選レース」2日目3R（1号艇1コース進入6着）を最後に現役を引退 。
引退後は釣りとゴルフを楽しんでいるほか、2007年にはボートレースマイスターに選出された。

## 主な優勝
- 1968年 - 宮島開設14周年記念競走
- 1980年 - 宮島開設26周年記念競走
- 1982年 - 徳山開設29周年記念競走